# Колумбіада

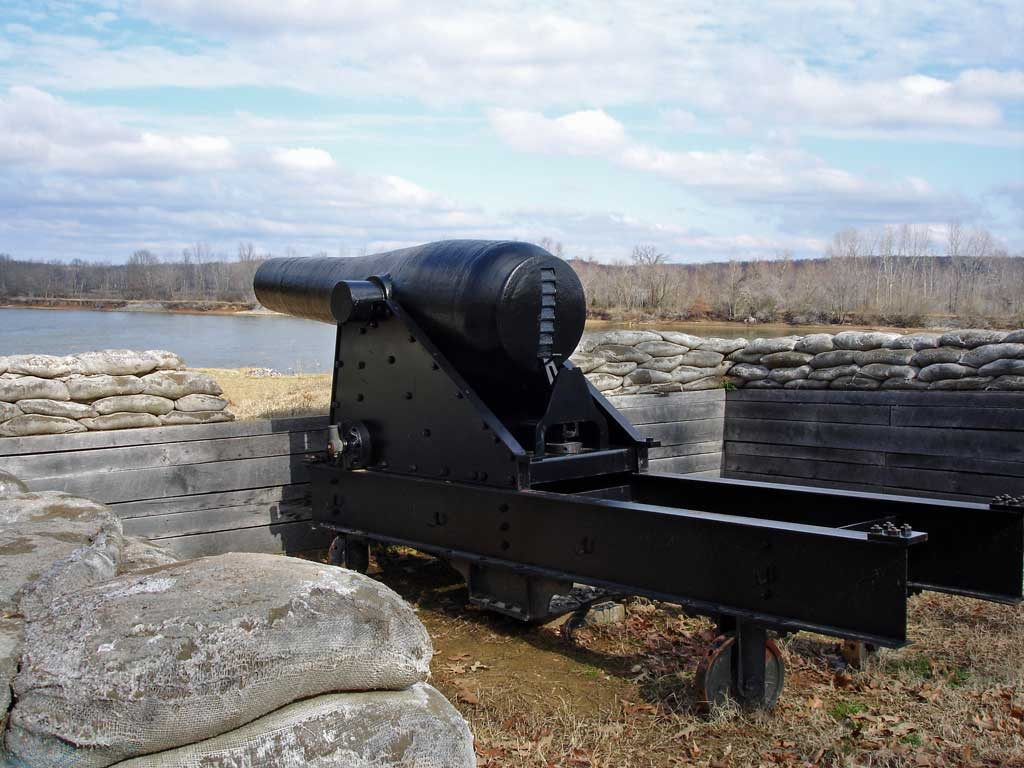
Десятидюймова колумбіада Конфедерації у Національному парку Форт-Донельсон

Колумбіа́да — великокаліберна, гладкоствольна, дульнозарядна гармата, спроможна стріляти важкими снарядами з високою і низькою траєкторією. Ця спроможність дозволяла колумбіадам стріляти суцільними ядрами або бомбами на значні відстані, що забезпечувало їх високу до свого часу ефективність як зброї берегової оборони. Їх винайшов в 1811 році полковник армії Сполучених Штатів Джордж Бомфорд. Колумбіади використовувались береговою артилерією Сполучених Штатів починаючи з війни 1812 року до перших років 20-го століття. Дуже небагато колумбіад використовувались за межами США; але тим не менш, колумбіади були  певним зразком для бомбічних гармат, розроблених французом Анрі-Жозефом Пексаном за 30 років після них.

## Історія

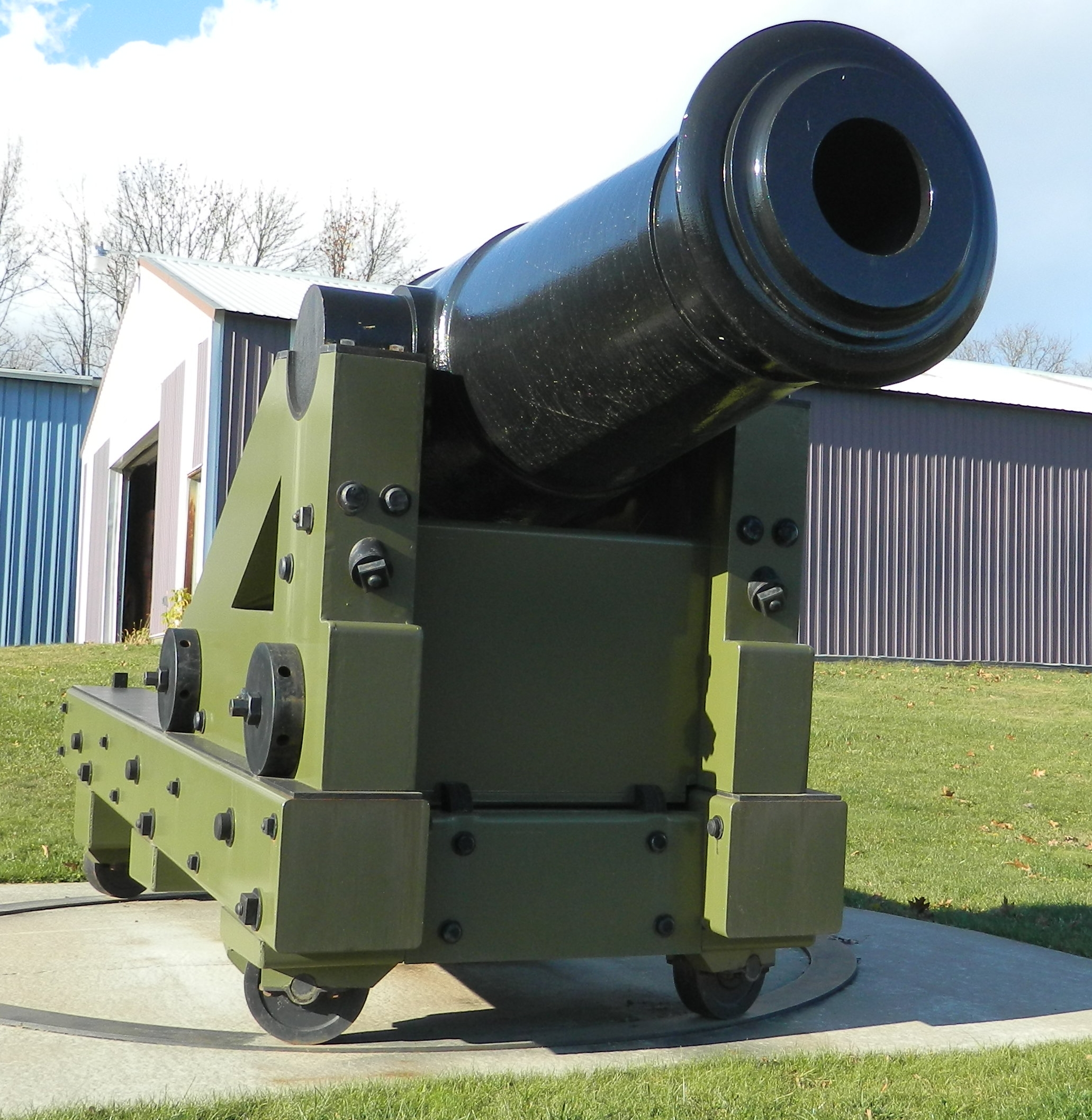

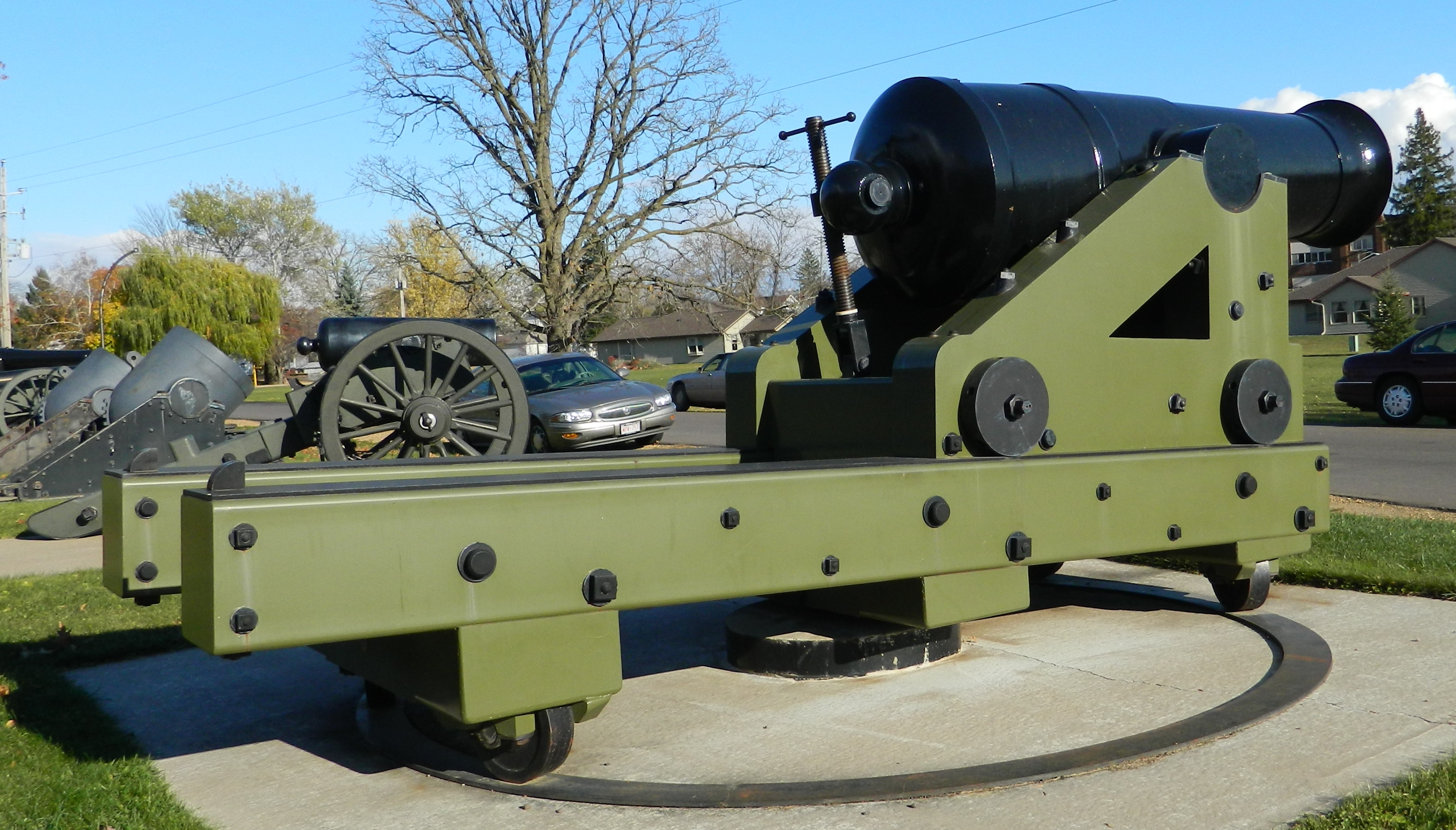
50-фунтова колумбіада Model 1811 створена Джорджом Бомфордом як експериментальна берегова гармата. Ця гармата, побудована 1811 — одна з перших моделей колумбіад. Сфотографовано в Клір-Лейк, Вісконсин.

Перші колумбіади були вироблені в 1811 році, мали калібр 7,25 дм (184 мм), і випускали п'ятдесятифунтові снаряди. Хоча деякі форти були озброєні цією зброєю, армія широко їх не використовувала через високу ціну. Масове використання почалося лише  після 1844 (моделі у вісім та десять дюймів). Восьмидюймова (203 мм) колумбіада могла вистрілити 65-фунтовою бомбою на 4400 ярдів (4 000 м) або на 4800 ярдів (4 400 м) суцільним ядром; гармата важила 9240 фунтів (4 190 кг). Десятидюймова (254 мм) колумбіада важила 15 400 фунтів (6 985 кг) та стріляла 128-фунтовою бомбою до 4800 ярдів (4 400 м) або ядром на 5600 ярдів (5 100 м). Ці чавунні гармати, як правило, встановлювалися на березі моря. У більшості випадків дуга розвороту був менше, ніж на 180 градусів, але деякі батареї дозволили і 360 градусів по горизонталі.
Незадовго до американської Громадянської війни,  офіцер Томас Джексон Родман розробил поліпшену версію колумбіади, названих його ім'ям. Зокрема, колумбіади Родмана був зроблені у спосіб, щоб зменшити розтріскування та інші недоліки, що з'являлися при виготовленні таких великих чавунних виливків. Процес забезпечував охолодження зсередини на зовні, у результаті чого виливка набувала форми пляшки. Цей процес також уможливлював виробництво колумбіад з більшими стволами.
Між 1858 і закінченням Громадянської війни, північні плавильні виробляли колумбіади Родмана у вісім дюймів (203 мм), десять дюймів (254 мм), п'ятнадцять дюймів (381 мм) і двадцять дюймів. Модель в п'ятнадцять дюймів (381 мм) важила понад 25 тонн і могла стріляти 400-кілограмовими бомбами на 5000 ярдів (4 600 м). Монструозні двадцятидюймові моделі важили більше 60 тонн, але могли стріляти на відстань більшу ніж 5 міль (8 км). Дуже небагато з найбільших типів були побудовані, і жодна не взяла участі у бойових діях.
У Конфедерації також активно використовувалися колумбіади, в основному захоплені з федеральних арсеналів на момент сецесії. Ці гармати виявились ефективними проти ранніх типів броньованих кораблів. Крім того, конфедерати виробили обмежену кількість восьмидюймових (203 мм) і десятидюймових (254 мм) колумбіад без використання процесу Родмана. Через це гармати не могли витримувати тривалу експлуатацію. Конфедерати також  експериментували з нанесенням нарізів на деякі колумбіади для підвищення їх технічних характеристик.
Після Громадянської війни багато колумбіад залишилися у прибережних укріпленнях США. Наприкінці 1870-х років у стволах деяких колумбіад зробили нарізи. Втім перевірка ефективності вогню таких гармат проти броньованих кораблів зі сталі показала його незначний ефект. Але через проблеми фінансування післявоєнної армії гладкоствольні колумбіади зберігалися на озброєнні аж до іспано–американської війни, коли їх замінили сучасні нарізні гармати, які заряджалися з казенної частини.
Багато колумбіад виставлені у федеральних і державних парках, «охороняють» урядові будівлі по всім Сполучених Штатах, а також розміщуються у міських парках

## У літературі
Жюль Верн у романі з Землі на Місяць, описав використання гігантської колумбіади як космічної гармати. Побудована після американської Громадянської війни в місті Тампа, штат Флорида гармата вистрілювала снаряд з експедицією на Місяць. 

## Зображення

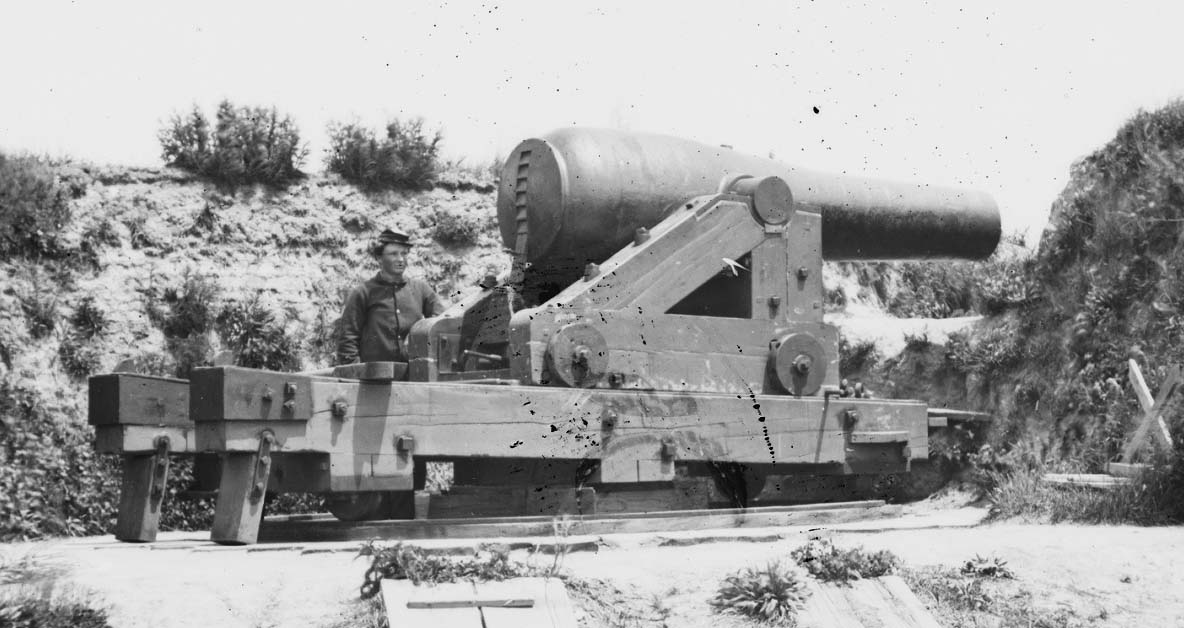
10-дюймова (254 мм) колумбіада Конфедерації у Порт-Хадсон, Луїзіана. Ця гармата могла вести вогонь у будь-якому напрямку і була настільки ефективною, що солдати північан прозвали її “Деморалізатором”.
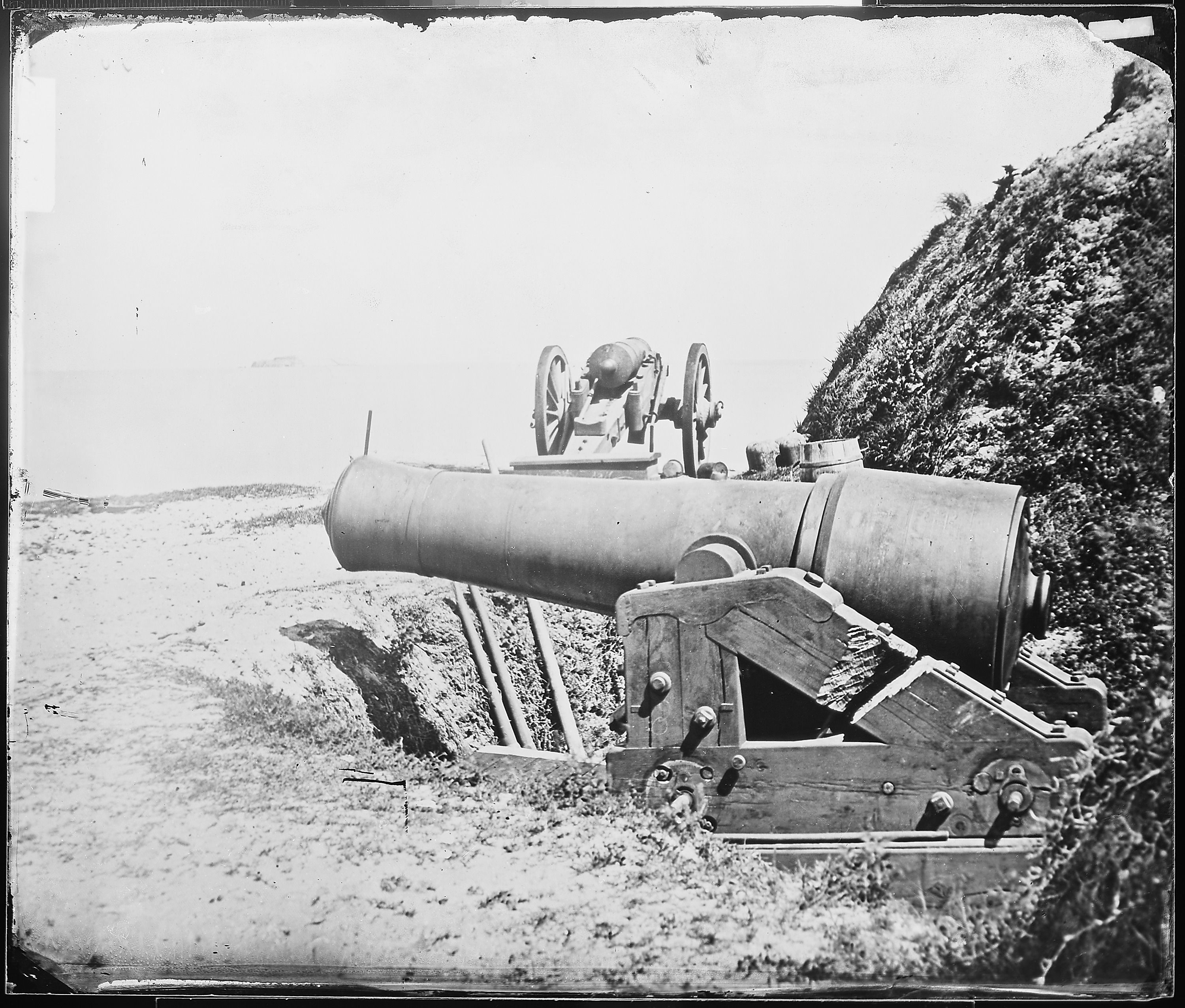
Десятидюймова модель колумбіади 1844 незабаром після захоплення північанами у Форті Джексон, гавань Чарльстона. Була перероблена конфедератами у нарізну. Лафет частково зруйновано ними, аби запобігти використанню зброї противником.
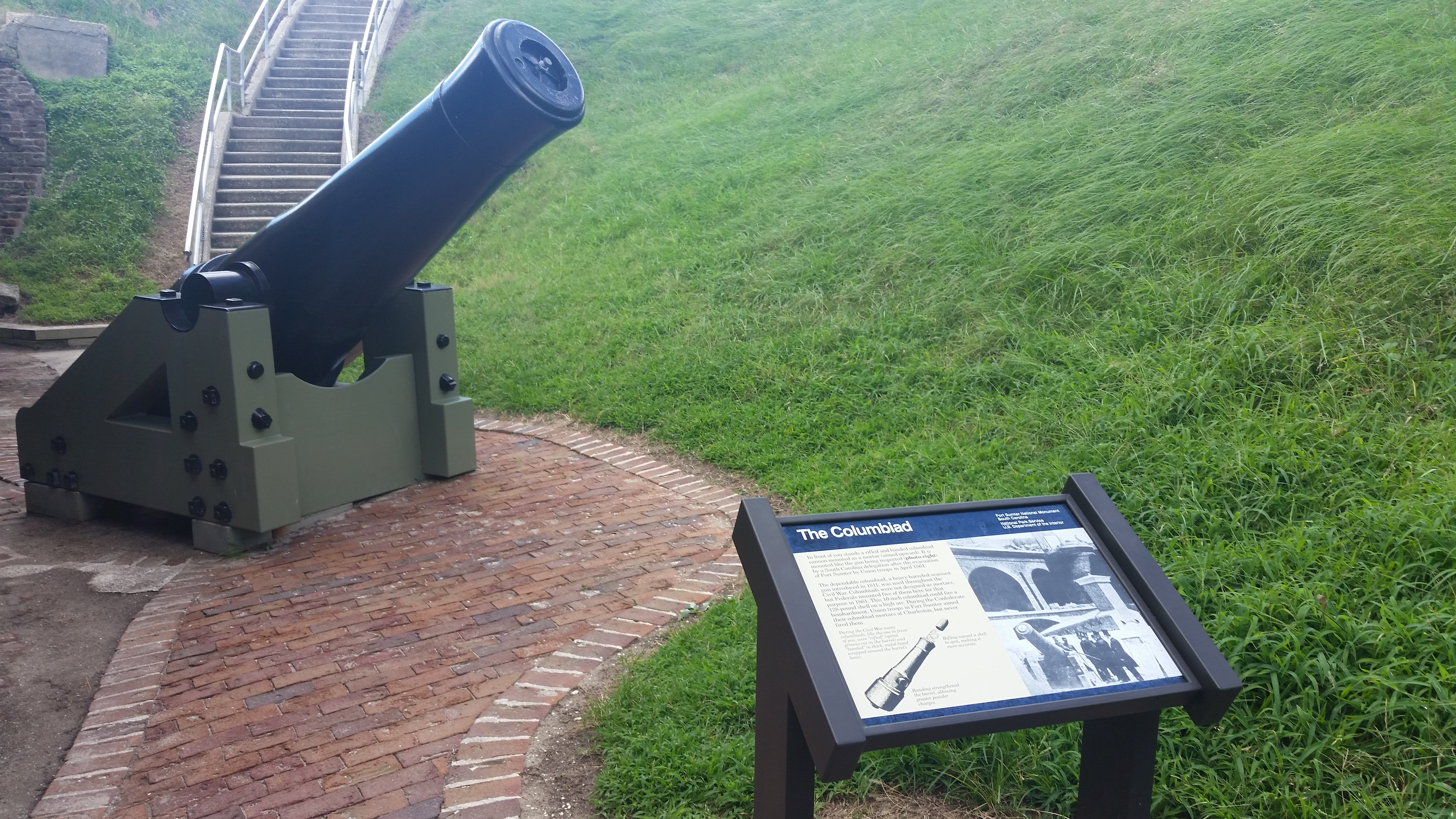
Колумбіада у Форті Самтер